# Max McAlary
John Maxwell „Max” McAlary (ur. 20 grudnia 1929 w Wollongong, zm. 1 lipca 2025) – australijski zapaśnik walczący w stylu wolnym. Olimpijczyk z Tokio 1964, gdzie zajął dwudzieste miejsce w kategorii do 52 kg.

## Letnie Igrzyska Olimpijskie 1964
| Konkurencja      | Rundy eliminacyjne      | Rundy eliminacyjne  | Klas. końcowa |
| Konkurencja      | Przeciwnik I            | Przeciwnik II       | Miejsce       |
| ---------------- | ----------------------- | ------------------- | ------------- |
| 52 kg styl wolny | Chang Chang-sun (KOR) P | André Zoete (FRA) P | 20.           |